# 평원군 (평안남도)
평원군(平原郡)은 조선민주주의인민공화국에 속한 군이다.

## 지리
평안남도 서쪽에 위치해 있으며, 황해에 접해 있다. 남서쪽은 증산군, 남쪽은 대동군, 동쪽은 평양시·평성시, 북쪽은 숙천군과 접해 있다.

## 역사
고려 때는 정수현, 영청으로 불렸다. 1256년에는 안인진에 속하게 되었고 1396년에는 영녕현이 되었으며 1423년에 영유현으로 개칭되었다.
일제강점기에는 평양부(평양시)의 서북 교외 일대를 차지하는 큰 군이었다. 1914년에 영유군이 숙천군·순안군과 합병해 성립되었다. 1929년 4월 1일 공평면(公平面)·자덕면(自德面)이 공덕면으로, 동두면(東頭面)·석암면(石岩面)이 동암면으로 각각 합면하였다.
1952년 12월에 북조선에 의해서 숙천군·순안군이 다시 분리되었다. 1972년 4월 순안군의 일부를 편입하였다.

## 행정 구역
평원군은 1읍(평원읍(平原邑)), 2구(어파로동자구(漁波勞動者區), 한천로동자구(漢川勞動者區)), 29리(량교리(兩橋里), 신성리(新成里), 룡상리(龍上里), 원암리(院巖里), 송림리(松林里), 월일리(月逸里), 대정리(大井里), 문흥리(文興里), 운봉리(雲峯里), 덕제리(德濟里), 덕포리(德浦里), 심원리(深源里), 송화리(松花里), 화진리(和津里), 신송리(新松里), 청보리(靑寶里), 남산리(南山里), 청룡리(靑龍里), 운룡리(대풍리), 매전리(梅田里), 석교리(石橋里), 송석리(松石里), 대암리(大巖里), 삼봉리(三峯里), 룡이리(龍二里), 원화리(元和里), 상송리(上松里), 석암리(石巖里), 대풍리(大豊里))로 구성되어 있다.

## 같이 보기
- 화진리 미사일 기지